# ジピアノン
ジピアノン(Dipyanone)は、デザイナードラッグとして販売されるオピオイド系鎮痛薬である。2021年にドイツで初めて同定された。メサドン、ジピパノン、フェナドキソン等の医療で用いられるドラッグと密接な関連があるが、これらより若干弱い。